# Lepismium lorentzianum
Lepismium lorentzianum är en kaktusväxtart som först beskrevs av August Heinrich Rudolf Grisebach, och fick sitt nu gällande namn av Barthlott. Lepismium lorentzianum ingår i släktet Lepismium och familjen kaktusväxter. Inga underarter finns listade i Catalogue of Life.

## Bildgalleri

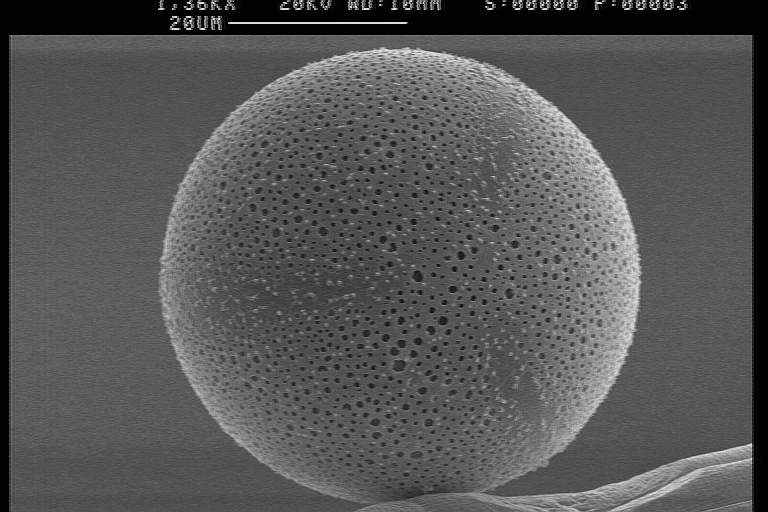